# آیشا فال
آیشا فال (انگلیسی: Aicha Fall؛ زادهٔ ۳۱ دسامبر ۱۹۹۳ در نواکشوت) ورزشکار دو و میدانی زن رشته دو نیمه‌استقامت اهل موریتانی است که در بازی‌های المپیک تابستانی ۲۰۱۲، لندن در رشته ۸۰۰ متر زنان به رقابت پرداخت.